# Distrito de Mù Cang Chải
Mù Cang Chải es un distrito rural de la provincia de Yên Bái, en la región noroeste de Vietnam. En 2003 el distrito tenía una población de 42,574. El distrito cubre un área de 1,199 km². La capital del distrito se encuentra en Mù Cang Chải
Mù Cang Chải es un distrito de la provincia de Yen Bai. Comparte la frontera en el norte con el distrito de Van Ban de la provincia de Lao Cai, vecina al sur del distrito de Muong La de la provincia de Son La, al oeste de la provincia de Than Nguyên, al este del distrito de Van Chan y la provincia de Yen Bai . El distrito está ubicado al pie de la cordillera Hoang Lien Son, a una altitud de 1,000 metros sobre el nivel del mar. Para llegar al distrito de Mù Cang Chải, los viajeros deben pasar por el paso de Khau Phạ, que es uno de los cuatro pasos imponentes en el noroeste de Vietnam.
Los campos de arrozales en La Pan Tan, Che Cu Nha y Ze Xu Phinh han sido reconocidos como paisajes nacionales por el Ministerio de Cultura, Deportes y Turismo. Ha habido festivales locales en Yên Bái y los campos de terraza de arroz Mù Cang Chải se han utilizado para atraer a turistas nacionales e internacionales. Esta región del noroeste de Vietnam que es pobre y relativamente poco desarrollada tiene un rico entorno natural. En los últimos años, Mù Cang Chải ha sido un lugar popular para visitar en el norte de Vietnam, especialmente cuando comienza la cosecha de arroz a principios de octubre.
Los campos de terraza de arroz Mù Cang Chải se extienden a lo largo de 2.200 hectáreas de la ladera de la montaña como capas angostas de terrazas que oscilan entre 1 m y 1,5 m de ancho. Alrededor de 500 hectáreas de estas terrazas pertenecen a tres comunas como La Pan Tan, Che Cu Nha y Ze Xu Phinh.
Mù Cang Chải Rice Terrace ha sido reconocida como uno de los paisajes únicos de Vietnam, fue el paisaje nacional más alto en 2007. Un problema que enfrentan los habitantes locales es mantener las fuentes de agua y suelo para cultivar arroz en el pendiente de la montaña. La gente de Hmong desarrolló una manera de retener el agua nivelando la tierra en la montaña para crear los campos de arroz en terrazas.
La fuente de agua de los campos proviene de los arroyos y cascadas superiores. Cuando hay puntos bajos en la montaña, es importante superar esto llevando el agua desde lugares más altos. El bambú se corta por la mitad y se utiliza como herramienta para transferir agua utilizando la gravedad natural en los campos, según la experiencia del pueblo Hmong, el agua se traslada a la primera terraza y luego se abre una compuerta para que el agua fluya hacia el próxima terraza. Este proceso evita inundar los campos y conserva la fertilidad del suelo. 